# Vincent Dole
Vincent Paul Dole (* 18. Mai 1913 in Chicago; † 1. August 2006 in New York City) war ein US-amerikanischer Mediziner. Er gilt mit Marie Nyswander als Begründer der Substitutionstherapie Opiatabhängiger (Methadone Maintenance Treatment, MMT).

## Leben
Dole, dessen Vater Olivenölimporteur in Chicago war, besuchte die Loyola Academy in Chicago und die Culver Military Academy in Indiana. Er studierte Mathematik an der Stanford University (Bachelor 1934), wechselte dann aber trotz guter Abschlüsse zur Medizin, die er an der University of Wisconsin und an der Harvard University (M. D. 1939) studierte, mit Spezialisierung in rheumatischer Arthritis und Psychiatrie. Nach der Facharztausbildung (Internship) am Massachusetts General Hospital (die er nach dem Zweiten Weltkrieg in der Arthritisklinik fortsetzte) war er ab 1941 am Rockefeller-Institut in New York City, wo er sich unter Donald Van Slyke mit Forschungen in klinischer Chemie zum Beispiel zum Fettstoffwechsel und zu Nierenversagen befasste. 1947 wurde er assoziiertes Mitglied und 1951 volles Mitglied des Instituts und bei der Umwandlung in die Rockefeller University 1955 Professor. Er ging 1993 offiziell in den Ruhestand, blieb aber noch zehn Jahre an der Rockefeller University wissenschaftlich aktiv.
Während des Zweiten Weltkriegs wurde er in die US-Navy eingezogen, arbeitete aber weiter am Rockefeller Institute, wo er einen Kupfersulfat-Test entwickelte, um bei Schockpatienten die Blutdichte und damit die benötigte Menge Blutplasma zu messen, was für die Feldärzte wichtig war. Der Test wird noch heute verwendet. 1947 untersuchte er die Wirkung der salz- und proteinarmen Diät von Nierenpatienten an Bluthochdruckpatienten und fand, dass insbesondere das Natriumion den Blutdruck erhöhte. Danach untersuchte er den Stoffwechsel übergewichtiger Patienten, isolierte deren Fettsäuren im Blutplasma, fand dass diese trotz niedriger Konzentration die Hauptenergielieferanten bildeten und verfolgte sie zu ihrem Ursprung in Triglyzeriden in Fettzellen.
Mit seiner Frau, der Psychiaterin und Psychotherapeutin Marie Nyswander (1919–1986), begann er 1964 in New York City, Heroin-Abhängige mit Methadon zu behandeln, was damals auf unsicherem juristischen Boden stand. Drogen wie Heroin waren in den USA verboten, und auch die Gabe unter ärztlicher Aufsicht wurde verfolgt. Dole wandte sich an Nyswander, da er ihr Buch The Drug Addict as a Patient gelesen hatte und mit ihr zusammenarbeiten wollte (Nyswander betrieb eine Straßen-Klinik für Drogenabhängige). Kurz darauf heirateten sie. Methadon war als Schmerzmittel im Zweiten Weltkrieg in Deutschland entwickelt worden und war schon in den 1940er Jahren zum Beispiel in der nationalen Drogenklinik in Lexington (Kentucky) verwendet worden. Es blockierte, wie Dole und Nieswander nach dem Testen verschiedener Wirkstoffe erkannten, wirksam die Opiatrezeptoren und damit die Wirkung von Heroin. Methadon machte zwar auch süchtig, hatte aber viele Vorteile (ausgeglichenere Stimmung, da länger wirkend, orale Gabe statt Injektion mit weniger Infektionsgefahren, kleinere Gefahr von Überdosen, Wirkung über 24 Stunden). Die Therapie ermöglichte vielen Heroin-Abhängigen ein halbwegs normales Leben und verminderte das Risiko einer Infektion mit HIV und anderen Krankheiten, stieß aber immer wieder auf Widerstände in New York (unter anderem weil es selbst abhängig machte), wo Dole in der Folge viele Jahre um die Aufrechterhaltung der Methadonkliniken kämpfte. Der Erfolg der Therapie wurde in einer über 15 Jahre laufenden (1964 bis 1979) Studie mit 96.000 Drogenabhängigen in New York nachgewiesen.
1983 wandte er sich auch dem Studium des Alkoholismus zu, fand aber, dass Mäuse sich nicht als Modell des menschlichen Alkoholismus eigneten, da sie aufgrund des schnelleren Stoffwechselumsatzes nicht abhängig wurden.
1969 wurde Dole in die American Academy of Arts and Sciences gewählt, 1972 in die National Academy of Sciences. 1970 erhielt Doel einen Gairdner Foundation International Award, 1988 den Albert Lasker Award for Clinical Medical Research. Seit 1982 wird zu Ehren von Dole und Nyswander der Nyswander-Dole Award der American Association for the Treatment of Opioid Dependence verliehen, mit Nyswander und Dole als ersten Preisträgern. 1978 erhielten beide den Preis der National Drug Abuse Conference.
Er war dreimal verheiratet (erste Ehe geschieden 1963, in zweiter Ehe seit 1965 mit Marie Nyswander, ab 1992 mit Margaret MacMillan Cool) und hatte drei Kinder aus erster Ehe und vier Stiefkinder. Er war passionierter Bergsteiger.